# Jeanne Blum
Jeanne Blum (geboren am 11. Dezember 1899 in Paris als Jeanne Levylier, auch Janot genannt; gestorben am 3. Juli 1982 in Jouy-en-Josas bei Paris) war eine französische Erzieherin, Schulgründerin und die letzte Ehefrau von Léon Blum, der mehrfach französischer Premierminister war.

## Leben
Jeanne Blum wuchs in einer jüdischen Familie in Paris auf. Mit 16 lernte sie ihren Großcousin Léon Blum kennen und verliebte sich in ihn. Seitdem verband beide eine Freundschaft. 1919 heiratete sie den Rechtsanwalt Henry Torrès, mit dem sie zwei Kinder bekam. Die Ehe scheiterte. 1933 heiratete sie den Geschäftsmann Henri Reichenbach, der 1940 durch Suizid starb. Seit 1940 war sie die Lebensgefährtin von Léon Blum.
Als Léon Blum, der ein führender Kopf des französischen Widerstandes war, von Pierre Laval 1943 nach dem Prozess von Riom (19. Februar 1942 bis 21. Mai 1943) nach Deutschland deportiert wurde und von Mai 1943 bis April 1945 im Falkenhof des KZ Buchenwald als prominenter „Ehrenhäftling“ interniert wurde, folgte ihm Jeanne Blum 1943 freiwillig nach Buchenwald, wo sie ihn im selben Jahr in Gefangenschaft heiratete. Janot, wie sie von ihren Freunden genannt wurde, war mit Léon Blum bis zu dessen Tod im Jahre 1950 verheiratet.
Nach der Befreiung von Paris ließ sich das Ehepaar Blum in Jouy-en-Josas in dem Haus nieder, das Jeanne 1938 gekauft hatte.
Nach dem Tod von Léon Blum stellte Jeanne Blum umfangreiche Forschungen an, um eine Kommunikations- und Ausdrucksmethode zu entwickeln, welche sie Horizontale Komplementarität nannte. Zu diesem Thema erschien 1980 ihre Arbeit L’homme collectif et evanescent.
1974 gründete Blum in Jouy-en-Josas die École Jeanne Blum, eine Schule, auf welcher Schulabgänger und Erwachsene auf paramedizinische Berufe vorbereitet werden. Ihre Methode der Horizontalen Komplementarität wird auch in der École Jeanne Blum angewandt.
Am 3. Juli 1982 nahm sich Blum im Alter von 83 Jahren durch eine Überdosis an Medikamenten in ihrem Haus in Jouy-en-Josas bei Paris das Leben. Zuvor hatte sie zahlreiche Unterlagen verbrannt. Ihr Briefverkehr mit Léon Blum von 1940 bis 1943 blieb erhalten.

## Schriften
- L’homme collectif et evanescent. 1980/1982.[9][12]

## Nachlass

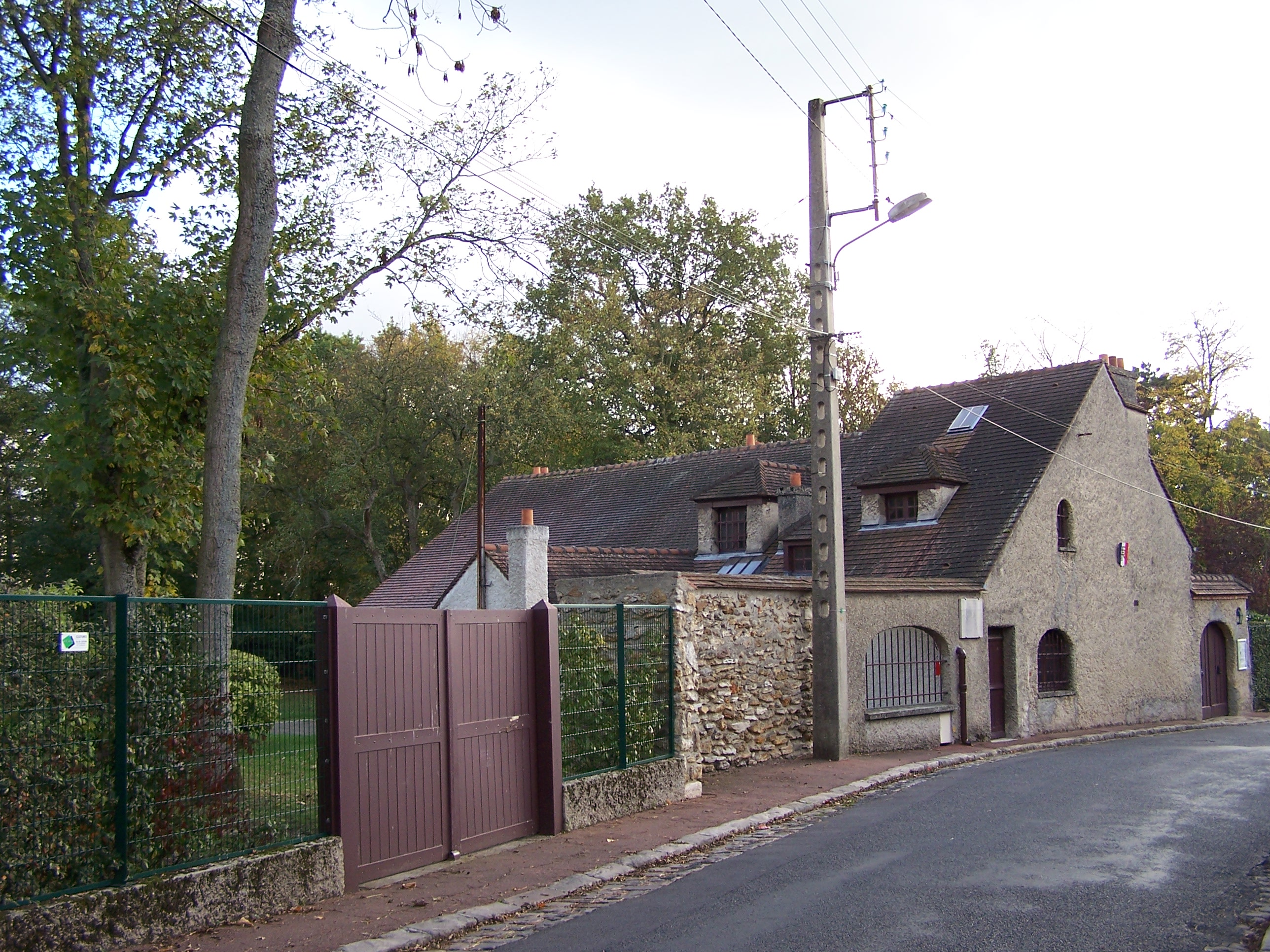
Das Wohnhaus des Ehepaares Blum in Jouy-en-Josas. Heute beherbergt es das Musée Blum

Das Wohnhaus des Ehepaares Blum ist noch erhalten und kann seit 1986 als Museum besucht werden.
Die École Jeanne Blum besteht bis heute, sie feierte am 20. Juni 2014 ihren 40. Geburtstag.